# 春天到万家
《春天到万家》是张也与周深合唱的歌曲。二人于2021年2月26日中国中央电视台元宵晚会合唱此曲。2021年2月27日录音室版本作为数字单曲发布。录音室版本获选《领航新时代——中国优秀原创歌乐珍藏集》。

## 背景和风格
2021年2月26日，张也与周深在中国中央电视台元宵晚会合唱歌曲《春天到万家》。中国电视报以“唱将张也、周深二次携手 全新风格惊喜满满”为标题报道了这次合作。CCTV-13《新闻直播间》在报道这次元宵晚会的时候，也播放了二人演唱时的画面(5:28)。 
人民日报评论：“万家元夕宴，一路祝福歌。元宵节送你深深的祝福”。
优酷评论：“两种声线轻快柔和瞬间被歌声治愈”。
现场版音频当晚在音乐平台作为专辑《2021年中央广播电视总台元宵晚会》中的一首歌曲发布。此版本时长较短，只有1:56。第二天，完整的录音室版本在音乐平台作为单曲发布，时长4:19。
2021年4月，《春天到万家》入选上海音乐出版社联合QQ音乐编选的图书《我向党来唱支歌——庆祝中国共产党成立100周年优秀歌曲100首（小学版）》（第238-241页）。
2022年9月，中国唱片（上海）有限公司与学习强国联合推出中国优秀原创音乐作品展播，歌曲《春天到万家》获选，并被收入《领航新时代——中国优秀原创歌乐珍藏集》。
歌曲《春天到万家》亦常在各地举办的晚会及活动中被翻唱。

## 创作者
以下内容整理自QQ音乐：
- 演唱：周深
- 词：安华
- 曲：王备
- 编曲：王备
- 发行：一瓣花语

## 排行榜
以下榜单中未单独标注的榜单参考周深_星星播报站搜集的各音乐平台APP截屏：

| 日榜（2021年）               | 峰值 |
| ---------------------------- | ---- |
| 中国（网易云音乐星云人气榜） | 2    |
| 中国（酷我音乐流行趋势榜）   | 2    |
| 中国（网易云音乐飙升榜）     | 6    |
| 中国（QQ音乐巅峰人气榜）     | 7    |
| 中国（酷狗音乐华语新歌榜）   | 8    |

| 年榜（2023年）                 | 峰值 |
| ------------------------------ | ---- |
| 中国（CCTV春晚元宵晚会榜中榜） | 4    |

## 奖项
| 年份 | 颁奖机构                           | 奖项                     | 结果 |
| ---- | ---------------------------------- | ------------------------ | ---- |
| 2022 | 中国唱片（上海）有限公司与学习强国 | 中国优秀原创音乐作品展播 | 获选 |